# Giải bóng đá Vô địch Quốc gia 2005
Giải bóng đá Vô địch Quốc gia 2005, tên gọi chính thức là Giải bóng đá Vô địch Quốc gia Number One 2005 hay Number One V-League 2005 vì lý do tài trợ, là mùa giải thứ 22 và là mùa giải chuyên nghiệp thứ 5 của Giải bóng đá Vô địch Quốc gia. Giải đấu khởi tranh vào ngày 30 tháng 1 và kết thúc vào ngày 11 tháng 8 năm 2005 với 12 câu lạc bộ tham dự.

## Thay đổi đội bóng
| Thăng hạng từ giải Hạng Nhất 2004 - Thép Miền Nam Cảng Sài Gòn - Hòa Phát Hà Nội | Xuống hạng đến giải Hạng Nhất 2005 - Thể Công - Ngân hàng Đông Á Thép Pomina |

## Các đội bóng

### Sân vận động
| Câu lạc bộ                   | Địa điểm                       | Sân vận động | Sức chứa |
| ---------------------------- | ------------------------------ | ------------ | -------- |
| Bình Dương                   | Thủ Dầu Một, Bình Dương        | Gò Đậu       | 25.000   |
| Bình Định                    | Quy Nhơn, Bình Định            | Quy Nhơn     | 20.000   |
| Delta Đồng Tháp              | Thị xã Cao Lãnh, Đồng Tháp     | Cao Lãnh     | 20.000   |
| Đà Nẵng                      | Hải Châu, Đà Nẵng              | Chi Lăng     | 30.000   |
| Gạch Đồng Tâm Long An        | Tân An, Long An                | Long An      | 20,000   |
| Hoàng Anh Gia Lai            | Pleiku, Gia Lai                | Pleiku       | 15.000   |
| LG Hà Nội ACB                | Đống Đa, Hà Nội                | Hàng Đẫy     | 25.000   |
| Thép Miền Nam - Cảng Sài Gòn | Quận 10, Thành phố Hồ Chí Minh | Thống Nhất   | 22,000   |
| Sông Đà Nam Định             | Thành phố Nam Định, Nam Định   | Thiên Trường | 30.000   |
| Sông Lam Nghệ An             | Vinh, Nghệ An                  | Vinh         | 20.000   |
| Thép Việt Úc Hải Phòng       | Ngô Quyền, Hải Phòng           | Lạch Tray    | 30,000   |
| Hòa Phát Hà Nội              | Đống Đa, Hà Nội                | Hàng Đẫy     | 25.000   |

### Nhân sự, nhà tài trợ và áo đấu
| Câu lạc bộ                 | Huấn luyện viên   | Đội trưởng | Nhà sản xuất áo đấu | Nhà tài trợ chính (trên áo đấu) |
| -------------------------- | ----------------- | ---------- | ------------------- | ------------------------------- |
| Bình Dương                 | Đoàn Minh Xương   |            |                     |                                 |
| Hoa Lâm Bình Định          | Arjhan Songamsuk  |            |                     |                                 |
| Thép miền Nam cảng Sài Gòn | Đặng Trần Chỉnh   |            |                     |                                 |
| Đà Nẵng                    | Lê Thụy Hải       |            |                     |                                 |
| LG.HN.ACB                  | Nguyễn Hồng Thanh |            |                     |                                 |
| Hòa Phát Hà Nội            | Vương Tiến Dũng   |            |                     |                                 |
| Hoàng Anh Gia Lai          | Huỳnh Văn Ảnh     |            |                     |                                 |
| Misustar Hải Phòng         | Đinh Thế Nam      |            |                     |                                 |
| Đồng Tâm Long An           | Huỳnh Ngọc San    |            |                     |                                 |
| Sông Lam Nghệ An           | Nguyễn Hữu Thắng  |            |                     |                                 |
| Sông Đà Nam Định           | Bùi Hữu Nam       |            |                     |                                 |
| Đồng Tháp                  | Trần Công Minh    |            |                     |                                 |

### Cầu thủ nước ngoài
Mỗi đội được đăng kí 5 cầu thủ nước ngoài, nhưng chỉ được sử dụng tối đa 3 cầu thủ nước ngoài cùng lúc trên sân. 
| Câu lạc bộ                 | Cầu thủ 1               | Cầu thủ 2             | Cầu thủ 3                 | Cầu thủ 4                    | Cầu thủ 5                 | Cầu thủ cũ                                                         |
| -------------------------- | ----------------------- | --------------------- | ------------------------- | ---------------------------- | ------------------------- | ------------------------------------------------------------------ |
| Bình Dương                 | Shamo Abbey             | Kesley Alves          | Rogerio                   | Balhassan Bin Mohedeen       | Kubheka Philani           | Ivan Da Silva Mathias                                              |
| Hoa Lâm Bình Định          | Nirut Surasiang         | Manit Noywech         | Sarayoot Chaikamdee       | Issawa Singthong             | Narongchai Vachiraban     | Worrawoot Srimaka                                                  |
| Thép miền Nam cảng Sài Gòn | Niu Jing Long           | Yevgen Diachenko      | Michel Meirelles De Souza | Klymenko Yurii               | Oleksandr Balenko         | Nchouwat Souleyman Regragui Mohammed Mykola Oleksandrovych Lytovka |
| Đà Nẵng                    | Helio Da Silva Assis    | Amaobi                | Achilefu                  | Leandro Teófilo              | Rogerio M. Pereira        | Nuro Amiro Marcel Nkueni Alex Fernando                             |
| LG.HN.ACB                  | Damian Andermatten      | Mauricio Luis Giganti | Moreno Diego Oscar        | Carlos Alberto Goncalves     | Roberto Rosano            | Franciscus Van Eijs Galbi Emilio                                   |
| Hòa Phát Hà Nội            | Jucelio Da Silva        | Valdnei Dos Santos    | Theophilus Esele          | Francisco Roberto Dos Santos | Denilson Jose De Oliveira | Rogerio Braga Correia Mauro Carlos Goncalves Dos Santos            |
| Hoàng Anh Gia Lai          | Kiatisak Senamuang      | Vimon Jancam          | Dusit Chalermsan          | Choketawee Promrut           | Tawan Sripan              |                                                                    |
| Misustar Hải Phòng         | Nsengiyumva Julien      | Jimmy Mulisa          | Onyango Francis           | Abdala Nduwimana             | Ibe Johnson               | Matkobis Marek                                                     |
| Đồng Tâm Long An           | Josivan De Lima Fonseca | Carlos Rodrigues      | Tostao Kwashi             | Antonio Carlos               | Fabio Santos              | Tshamala A. Kabanga Franklin Mata Sukam                            |
| Sông Đà Nam Định           | Tomas Jakus             | Alfredo Figueroa      | Nikolay Tkachenko         | Petr Sedlak                  | Sergei Chmokine           | Emeka Christian Ibe                                                |
| Sông Lam Nghệ An           | Jabulani Mnguni         | Gatera Alphonse       | James Omondi              | Ducan Ochieng Aketch         | Achinike                  | Lusenge Mumbere Abia Kobedi                                        |
| Đồng Tháp                  | Pipat Thonkanya         | Wirot Pashrdon        | Victor De Carvalho        | Artem Yashkin                | Oleksandr Gnatenko        | Markin Yuriy Memodruuk Yevgen Sydorenko Olesandr                   |

## Bảng xếp hạng
| VT | Đội                        | ST | T  | H  | B  | BT | BB | HS  | Đ  | Kết quả chung cuộc                            |
| -- | -------------------------- | -- | -- | -- | -- | -- | -- | --- | -- | --------------------------------------------- |
| 1  | Gạch Đồng Tâm Long An (C)  | 22 | 12 | 6  | 4  | 43 | 25 | +18 | 42 | Giành quyền tham dự AFC Champions League 2006 |
| 2  | Đà Nẵng (Q)                | 22 | 10 | 8  | 4  | 33 | 19 | +14 | 38 | Giành quyền tham dự AFC Champions League 2006 |
| 3  | Bình Dương                 | 22 | 11 | 5  | 6  | 40 | 32 | +8  | 38 |                                               |
| 4  | Hoàng Anh Gia Lai          | 22 | 9  | 5  | 8  | 30 | 24 | +6  | 32 |                                               |
| 5  | Sông Lam Nghệ An           | 22 | 8  | 7  | 7  | 33 | 28 | +5  | 31 |                                               |
| 6  | Sông Đà Nam Định           | 22 | 7  | 7  | 8  | 27 | 31 | −4  | 28 |                                               |
| 7  | Mitsustar Hải Phòng        | 22 | 6  | 9  | 7  | 31 | 34 | −3  | 27 |                                               |
| 8  | Thép Miền Nam Cảng Sài Gòn | 22 | 6  | 9  | 7  | 26 | 30 | −4  | 27 |                                               |
| 9  | Hòa Phát Hà Nội            | 22 | 6  | 7  | 9  | 24 | 29 | −5  | 25 |                                               |
| 10 | Hoa Lâm Bình Định          | 22 | 5  | 10 | 7  | 17 | 21 | −4  | 25 |                                               |
| 11 | LG Hà Nội ACB (O)          | 22 | 5  | 9  | 8  | 18 | 27 | −9  | 24 | Thi đấu trận play–off trụ hạng                |
| 12 | Đồng Tháp (R)              | 22 | 3  | 6  | 13 | 18 | 40 | −22 | 15 | Xuống thi đấu V.League 2 2006                 |

1. ↑  Đà Nẵng giành quyền tham dự AFC Champions League 2006 với tư cách là đội xếp thứ hai V.League 2005 do đội vô địch Gạch Đồng Tâm Long An đồng thời là đội vô địch Cúp Quốc gia 2005.
2. 1 2  Kết quả đối đầu: Đà Nẵng 5–0 Bình Dương, Bình Dương 3–0 Đà Nẵng.
3. 1 2  Kết quả đối đầu: Mitsustar Hải Phòng 3–2 Thép Miền Nam Cảng Sài Gòn, Thép Miền Nam Cảng Sài Gòn 3–2 Mitsustar Hải Phòng; Mitsustar Hải Phòng xếp trên nhờ hiệu số bàn thắng thua.
4. 1 2  Kết quả đối đầu: Hòa Phát Hà Nội 2–0 Hoa Lâm Bình Định, Hoa Lâm Bình Định 0–0 Hòa Phát Hà Nội.

## Lịch thi đấu và kết quả
| Lượt đi         | Lượt đi      | Lượt đi | Trận                       | Trận | Trận                       | Lượt về | Lượt về      | Lượt về         |
| --------------- | ------------ | ------- | -------------------------- | ---- | -------------------------- | ------- | ------------ | --------------- |
| Ngày            | Sân          | Tỷ số   | Đội                        | -    | Đội                        | Tỷ số   | Sân          | Ngày            |
| 30 tháng 1 2005 | Quy Nhơn     | 0-2     | Hoa Lâm Bình Định          | -    | Hoàng Anh Gia Lai          | 0-0     | Pleiku       | 7 tháng 5 2005  |
| 30 tháng 1 2005 | Mỹ Đình      | 3-2     | Hoà Phát Hà Nội            | -    | Sông Đà Nam Định           | 1-1     | Thiên Trường | 8 tháng 5 2005  |
| 30 tháng 1 2005 | Lạch Tray    | 0-0     | Misustar Hải Phòng         | -    | LG.HN.ACB                  | 1-1     | Hà Nội       | 8 tháng 5 2005  |
| 30 tháng 1 2005 | Vinh         | 1-0     | Sông Lam Nghệ An           | -    | Đà Nẵng                    | 0-0     | Chi Lăng     | 8 tháng 5 2005  |
| 30 tháng 1 2005 | Long An      | 2-0     | Gạch Đồng Tâm Long An      | -    | Delta Đồng Tháp            | 3-0     | Cao Lãnh     | 8 tháng 5 2005  |
| 30 tháng 1 2005 | Gò Đậu       | 0-1     | Bình Dương                 | -    | Thép Miền Nam Cảng Sài Gòn | 1-1     | Thống Nhất   | 8 tháng 5 2005  |
| 5 tháng 2 2005  | Pleiku       | 3-1     | Hoàng Anh Gia Lai          | -    | Sông Lam Nghệ An           | 0-0     | Vinh         | 15 tháng 5 2005 |
| 6 tháng 2 2005  | Thiên Trường | 2-1     | Sông Đà Nam Định           | -    | Misustar Hải Phòng         | 1-1     | Lạch Tray    | 15 tháng 5 2005 |
| 6 tháng 2 2005  | Mỹ Đình      | 1-1     | LG.HN.ACB                  | -    | Hoà Phát Hà Nội            | 0-2     | Hà Nội       | 15 tháng 5 2005 |
| 6 tháng 2 2005  | Chi Lăng     | 1-1     | Đà Nẵng                    | -    | Hoa Lâm Bình Định          | 1-1     | Quy Nhơn     | 15 tháng 5 2005 |
| 6 tháng 2 2005  | Cao Lãnh     | 1-1     | Delta Đồng Tháp            | -    | Bình Dương                 | 1-4     | Gò Đậu       | 15 tháng 5 2005 |
| 6 tháng 2 2005  | Thống Nhất   | 2-2     | Thép Miền Nam Cảng Sài Gòn | -    | Gạch Đồng Tâm Long An      | 1-4     | Long An      | 15 tháng 5 2005 |
| 20 tháng 2 2005 | Quy Nhơn     | 1-0     | Hoa Lâm Bình Định          | -    | Sông Lam Nghệ An           | 2-2     | Vinh         | 21 tháng 5 2005 |
| 20 tháng 2 2005 | Pleiku       | 1-1     | Hoàng Anh Gia Lai          | -    | Đà Nẵng                    | 0-3     | Chi Lăng     | 21 tháng 5 2005 |
| 20 tháng 2 2005 | Thiên Trường | 0-0     | Sông Đà Nam Định           | -    | LG.HN.ACB                  | 1-1     | Hà Nội       | 22 tháng 5 2005 |
| 20 tháng 2 2005 | Hà Nội       | 1-1     | Hoà Phát Hà Nội            | -    | Misustar Hải Phòng         | 0-0     | Lạch Tray    | 22 tháng 5 2005 |
| 20 tháng 2 2005 | Thống Nhất   | 2-2     | Thép Miền Nam Cảng Sài Gòn | -    | Delta Đồng Tháp            | 1-1     | Cao Lãnh     | 22 tháng 5 2005 |
| 20 tháng 2 2005 | Long An      | 1-1     | Gạch Đồng Tâm Long An      | -    | Bình Dương                 | 2-1     | Gò Đậu       | 22 tháng 5 2005 |
| 27 tháng 2 2005 | Lạch Tray    | 3-2     | Misustar Hải Phòng         | -    | Gạch Đồng Tâm Long An      | 1-3     | Long An      | 15 tháng 6 2005 |
| 27 tháng 2 2005 | Hà Nội       | 2-0     | LG.HN.ACB                  | -    | Delta Đồng Tháp            | 0-1     | Cao Lãnh     | 15 tháng 6 2005 |
| 27 tháng 2 2005 | Vinh         | 2-3     | Sông Lam Nghệ An           | -    | Hoà Phát Hà Nội            | 2-1     | Hà Nội       | 15 tháng 6 2005 |
| 27 tháng 2 2005 | Chi Lăng     | 2-0     | Đà Nẵng                    | -    | Sông Đà Nam Định           | 3-0     | Thiên Trường | 15 tháng 6 2005 |
| 27 tháng 2 2005 | Quy Nhơn     | 0-1     | Hoa Lâm Bình Định          | -    | Bình Dương                 | 0-1     | Gò Đậu       | 15 tháng 6 2005 |
| 27 tháng 2 2005 | Pleiku       | 0-0     | Hoàng Anh Gia Lai          | -    | Thép Miền Nam Cảng Sài Gòn | 2-3     | Thống Nhất   | 15 tháng 6 2005 |
| 5 tháng 3 2005  | Quy Nhơn     | 0-0     | Hoa Lâm Bình Định          | -    | Thép Miền Nam Cảng Sài Gòn | 0-0     | Thống Nhất   | 19 tháng 6 2005 |
| 5 tháng 3 2005  | Gò Đậu       | 3-1     | Bình Dương                 | -    | Hoàng Anh Gia Lai          | 2-3     | Pleiku       | 19 tháng 6 2005 |
| 6 tháng 3 2005  | Cao Lãnh     | 1-1     | Delta Đồng Tháp            | -    | Misustar Hải Phòng         | 2-2     | Lạch Tray    | 19 tháng 6 2005 |
| 6 tháng 3 2005  | Hà Nội       | 2-3     | LG.HN.ACB                  | -    | Gạch Đồng Tâm Long An      | 0-5     | Long An      | 19 tháng 6 2005 |
| 6 tháng 3 2005  | Thiên Trường | 1-1     | Sông Đà Nam Định           | -    | Sông Lam Nghệ An           | 0-1     | Vinh         | 19 tháng 6 2005 |
| 6 tháng 3 2005  | Chi Lăng     | 2-1     | Đà Nẵng                    | -    | Hoà Phát Hà Nội            | 3-2     | Hà Nội       | 19 tháng 6 2005 |
| 13 tháng 3 2005 | Hà Nội       | 1-2     | Hoà Phát Hà Nội            | -    | Bình Dương                 | 1-0     | Gò Đậu       | 26 tháng 6 2005 |
| 13 tháng 3 2005 | Thống Nhất   | 3-1     | Thép Miền Nam Cảng Sài Gòn | -    | Sông Đà Nam Định           | 1-2     | Thiên Trường | 26 tháng 6 2005 |
| 13 tháng 3 2005 | Vinh         | 4-4     | Sông Lam Nghệ An           | -    | Misustar Hải Phòng         | 0-1     | Lạch Tray    | 26 tháng 6 2005 |
| 13 tháng 3 2005 | Chi Lăng     | 0-0     | Đà Nẵng                    | -    | LG.HN.ACB                  | 2-2     | Hà Nội       | 26 tháng 6 2005 |
| 13 tháng 3 2005 | Long An      | 1-1     | Gạch Đồng Tâm Long An      | -    | Hoa Lâm Bình Định          | 2-1     | Quy Nhơn     | 26 tháng 6 2005 |
| 13 tháng 3 2005 | Cao Lãnh     | 0-1     | Delta Đồng Tháp            | -    | Hoàng Anh Gia Lai          | 0-3     | Pleiku       | 26 tháng 6 2005 |
| 27 tháng 3 2005 | Hà Nội       | 1-3     | Hoà Phát Hà Nội            | -    | Thép Miền Nam Cảng Sài Gòn | 0-0     | Thống Nhất   | 3 tháng 7 2005  |
| 27 tháng 3 2005 | Thiên Trường | 3-3     | Sông Đà Nam Định           | -    | Bình Dương                 | 2-4     | Gò Đậu       | 3 tháng 7 2005  |
| 27 tháng 3 2005 | Vinh         | 0-0     | Sông Lam Nghệ An           | -    | LG.HN.ACB                  | 1-3     | Hà Nội       | 3 tháng 7 2005  |
| 27 tháng 3 2005 | Lạch Tray    | 2-2     | Misustar Hải Phòng         | -    | Đà Nẵng                    | 0-2     | Chi Lăng     | 3 tháng 7 2005  |
| 27 tháng 3 2005 | Quy Nhơn     | 2-1     | Hoa Lâm Bình Định          | -    | Delta Đồng Tháp            | 1-1     | Cao Lãnh     | 3 tháng 7 2005  |
| 27 tháng 3 2005 | Pleiku       | 1-1     | Hoàng Anh Gia Lai          | -    | Gạch Đồng Tâm Long An      | 3-4     | Long An      | 3 tháng 7 2005  |
| 2 tháng 4 2005  | Lạch Tray    | 0-1     | Misustar Hải Phòng         | -    | Hoa Lâm Bình Định          | 1-2     | Quy Nhơn     | 10 tháng 7 2005 |
| 2 tháng 4 2005  | Hà Nội       | 0-4     | LG.HN.ACB                  | -    | Hoàng Anh Gia Lai          | 1-0     | Pleiku       | 10 tháng 7 2005 |
| 3 tháng 4 2005  | Long An      | 2-0     | Gạch Đồng Tâm Long An      | -    | Hoà Phát Hà Nội            | 0-0     | Hà Nội       | 10 tháng 7 2005 |
| 3 tháng 4 2005  | Cao Lãnh     | 0-1     | Delta Đồng Tháp            | -    | Sông Đà Nam Định           | 1-3     | Thiên Trường | 10 tháng 7 2005 |
| 3 tháng 4 2005  | Gò Đậu       | 3-0     | Bình Dương                 | -    | Đà Nẵng                    | 0-5     | Chi Lăng     | 10 tháng 7 2005 |
| 3 tháng 4 2005  | Thống Nhất   | 0-3     | Thép Miền Nam Cảng Sài Gòn | -    | Sông Lam Nghệ An           | 0-2     | Vinh         | 10 tháng 7 2005 |
| 10 tháng 4 2005 | Lạch Tray    | 1-0     | Misustar Hải Phòng         | -    | Hoàng Anh Gia Lai          | 0-1     | Pleiku       | 13 tháng 7 2005 |
| 10 tháng 4 2005 | Long An      | 2-1     | Gạch Đồng Tâm Long An      | -    | Sông Đà Nam Định           | 0-1     | Thiên Trường | 17 tháng 7 2005 |
| 10 tháng 4 2005 | Cao Lãnh     | 2-1     | Delta Đồng Tháp            | -    | Hoà Phát Hà Nội            | 1-2     | Hà Nội       | 17 tháng 7 2005 |
| 10 tháng 4 2005 | Mỹ Đình      | 1-0     | LG.HN.ACB                  | -    | Hoa Lâm Bình Định          | 1-2     | Quy Nhơn     | 17 tháng 7 2005 |
| 10 tháng 4 2005 | Gò Đậu       | 3-1     | Bình Dương                 | -    | Sông Lam Nghệ An           | 2-2     | Vinh         | 17 tháng 7 2005 |
| 10 tháng 4 2005 | Thống Nhất   | 0-1     | Thép Miền Nam Cảng Sài Gòn | -    | Đà Nẵng                    | 2-1     | Chi Lăng     | 17 tháng 7 2005 |
| 16 tháng 4 2005 | Hà Nội       | 2-0     | Hoà Phát Hà Nội            | -    | Hoa Lâm Bình Định          | 0-0     | Quy Nhơn     | 7 tháng 8 2005  |
| 16 tháng 4 2005 | Thiên Trường | 2-0     | Sông Đà Nam Định           | -    | Hoàng Anh Gia Lai          | 1-0     | Pleiku       | 7 tháng 8 2005  |
| 17 tháng 4 2005 | Vinh         | 2-0     | Sông Lam Nghệ An           | -    | Gạch Đồng Tâm Long An      | 2-1     | Long An      | 7 tháng 8 2005  |
| 17 tháng 4 2005 | Chi Lăng     | 1-0     | Đà Nẵng                    | -    | Delta Đồng Tháp            | 1-0     | Cao Lãnh     | 7 tháng 8 2005  |
| 17 tháng 4 2005 | Gò Đậu       | 4-3     | Bình Dương                 | -    | Misustar Hải Phòng         | 1-2     | Lạch Tray    | 7 tháng 8 2005  |
| 17 tháng 4 2005 | Thống Nhất   | 0-1     | Thép Miền Nam Cảng Sài Gòn | -    | LG.HN.ACB                  | 1-1     | Hà Nội       | 7 tháng 8 2005  |
| 24 tháng 4 2005 | Quy Nhơn     | 1-0     | Hoa Lâm Bình Định          | -    | Sông Đà Nam Định           | 2-2     | Thiên Trường | 11 tháng 8 2005 |
| 24 tháng 4 2005 | Pleiku       | 2-0     | Hoàng Anh Gia Lai          | -    | Hoà Phát Hà Nội            | 3-1     | Hà Nội       | 11 tháng 8 2005 |
| 24 tháng 4 2005 | Long An      | 1-0     | Gạch Đồng Tâm Long An      | -    | Đà Nẵng                    | 2-2     | Chi Lăng     | 11 tháng 8 2005 |
| 24 tháng 4 2005 | Cao Lãnh     | 1-0     | Delta Đồng Tháp            | -    | Sông Lam Nghệ An           | 2-6     | Vinh         | 11 tháng 8 2005 |
| 24 tháng 4 2005 | Hà Nội       | 1-2     | LG.HN.ACB                  | -    | Bình Dương                 | 0-1     | Gò Đậu       | 11 tháng 8 2005 |
| 24 tháng 4 2005 | Lạch Tray    | 3-2     | Misustar Hải Phòng         | -    | Thép Miền Nam Cảng Sài Gòn | 2-3     | Thống Nhất   | 11 tháng 8 2005 |

## Đấu play-off
Trận đấu play-off năm 2005 diễn ra vào ngày 17 tháng 8 năm 2005 giữa 2 đội: LG.HN.ACB (xếp thứ 11 giải VĐQG Number One 2005 và THS Cần Thơ (xếp thứ 4 giải Hạng Nhất Quốc gia Majesty/Bird 2005).
| LG Hà Nội ACB                 | 2–1      | Tôn Hoa Sen Cần Thơ |
| ----------------------------- | -------- | ------------------- |
| - Mauricio 25' - Phúc Lâm 59' | Chi tiết | Benjamin 90+3'      |

## Thống kê mùa giải

### Cầu thủ ghi bàn hàng đầu
Dưới đây là danh sách cầu thủ ghi bàn của giải đấu. Đã có 340 bàn thắng ghi được trong 132 trận đấu, trung bình 2.58 bàn thắng mỗi trận đấu.

| Xếp hạng | Cầu thủ                   | Câu lạc bộ                 | Số bàn thắng |
| -------- | ------------------------- | -------------------------- | ------------ |
| 1        | Kesley Alves              | Becamex Bình Dương         | 21           |
| 2        | Carlos Rodrigues          | Gạch Đồng Tâm Long An      | 13           |
| 3        | Jucelio Batista da Silva  | Hòa Phát Hà Nội            | 11           |
| 4        | Amaobi Wuru               | Đà Nẵng                    | 10           |
| 5        | Hoàng Ngọc Linh           | Sông Đà Nam Định           | 9            |
| 6        | Nsengiyumva Julien        | Mitsustar Hải Phòng        | 8            |
| 7        | Achilefu                  | Đà Nẵng                    | 7            |
| 7        | Lê Công Vinh              | Pjico Sông Lam Nghệ An     | 7            |
| 7        | Kiatisak Senamuang        | Hoàng Anh Gia Lai          | 7            |
| 8        | Nguyễn Minh Phương        | Gạch Đồng Tâm Long An      | 6            |
| 8        | Tostao Fungai Kwashi      | Gạch Đồng Tâm Long An      | 6            |
| 8        | Philani Kubheka           | Becamex Bình Dương         | 6            |
| 8        | Mauricio Luis Giganti     | LG Hà Nội ACB              | 6            |
| 8        | James Omondi              | Pjico Sông Lam Nghệ An     | 6            |
| 8        | Cao Tùng A Vĩ             | Thép Miền Nam Cảng Sài Gòn | 6            |
| 8        | Hồ Văn Lợi                | Thép Miền Nam Cảng Sài Gòn | 6            |
| 9        | Antonio Carlos            | Gạch Đồng Tâm Long An      | 5            |
| 9        | Nikolay Tkachenko         | Sông Đà Nam Định           | 5            |
| 9        | Alfredo Figueroa          | Sông Đà Nam Định           | 5            |
| 9        | Sarayoot Chaikamdee       | Hoa Lâm Bình Định          | 5            |
| 9        | Dusit Chalermsan          | Hoàng Anh Gia Lai          | 5            |
| 9        | Vimon Jancam              | Hoàng Anh Gia Lai          | 5            |
| 9        | Phạm Văn Quyến            | Pjico Sông Lam Nghệ An     | 5            |
| 9        | Onyango Francis           | Mitsustar Hải Phòng        | 5            |
| 10       | Yevgen Diachenko          | Thép Miền Nam Cảng Sài Gòn | 4            |
| 10       | Damian Andermatten        | LG Hà Nội ACB              | 4            |
| 10       | Jimmy Mulisa              | Mitsustar Hải Phòng        | 4            |
| 10       | Abdallah                  | Mitsustar Hải Phòng        | 4            |
| 10       | Phan Thanh Bình           | Delta Đồng Tháp            | 4            |
| 10       | Valdnei Dos Santos        | Hòa Phát Hà Nội            | 4            |
| 11       | Fabio dos Santos          | Gạch Đồng Tâm Long An      | 3            |
| 11       | Phan Văn Tài Em           | Gạch Đồng Tâm Long An      | 3            |
| 11       | Nguyễn Đình Việt          | Hoàng Anh Gia Lai          | 3            |
| 11       | Nguyễn Trung Kiên         | Sông Đà Nam Định           | 3            |
| 11       | Công Mạnh                 | Hòa Phát Hà Nội            | 3            |
| 11       | Trần Duy Quang            | Delta Đồng Tháp            | 3            |
| 11       | Nguyễn Văn Nghĩa          | Delta Đồng Tháp            | 3            |
| 11       | Giang Thành Thông         | Đà Nẵng                    | 3            |
| 11       | Huỳnh Quốc Anh            | Đà Nẵng                    | 3            |
| 11       | Nguyễn Minh Chuyên        | Thép Miền Nam Cảng Sài Gòn | 3            |
| 11       | Shamo Abbey               | Becamex Bình Dương         | 3            |
| 11       | Nguyễn Trung Vĩnh         | Becamex Bình Dương         | 3            |
| 12       | Tshamala Kanbanga         | Gạch Đồng Tâm Long An      | 2            |
| 12       | Đặng Văn Thành            | Mitsustar Hải Phòng        | 2            |
| 12       | Đào Thế Phong             | Mitsustar Hải Phòng        | 2            |
| 12       | Nguyễn Ngọc Thanh         | Mitsustar Hải Phòng        | 2            |
| 12       | Tô Đức Cường              | Mitsustar Hải Phòng        | 2            |
| 12       | Nguyễn Trường Giang       | Mitsustar Hải Phòng        | 2            |
| 12       | Vũ Thanh Sơn              | LG Hà Nội ACB              | 2            |
| 12       | Rogerio Correira          | Hòa Phát Hà Nội            | 2            |
| 12       | Dương Minh Ninh           | Hoàng Anh Gia Lai          | 2            |
| 12       | Nguyễn Minh Hải           | Hoàng Anh Gia Lai          | 2            |
| 12       | Tawan Sripan              | Hoàng Anh Gia Lai          | 2            |
| 12       | Jabulani Mnguni           | Sông Lam Nghệ An           | 2            |
| 12       | Alphonse Gatera           | Sông Lam Nghệ An           | 2            |
| 12       | Nguyễn Tân Thịnh          | Sông Lam Nghệ An           | 2            |
| 12       | Michel Meirelles De Souza | Thép Miền Nam Cảng Sài Gòn | 2            |
| 12       | Nguyễn Mạnh Dũng          | Đà Nẵng                    | 2            |
| 12       | Pipat Thonkanya           | Delta Đồng Tháp            | 2            |
| 12       | Ngọc Thành                | Delta Đồng Tháp            | 2            |
| 12       | Manit Noywech             | Hoa Lâm Bình Định          | 2            |
| 12       | Văn Tâm (21)              | Hoa Lâm Bình Định          | 2            |
| 12       | Trần Đoàn Khoa Thanh      | Hoa Lâm Bình Định          | 2            |
| 13       | 51 cầu thủ                |                            | 1            |

## Tổng số khán giả

### Theo vòng đấu
| Vòng đấu  | Tổng cộng | Trung bình |
| --------- | --------- | ---------- |
| Vòng 1    | 41.500    | 6.917      |
| Vòng 2    | 39.500    | 6.583      |
| Vòng 3    | 46.000    | 7.666      |
| Vòng 4    | 54.000    | 9.000      |
| Vòng 5    | 78.500    | 13.083     |
| Vòng 6    | 56.500    | 9.416      |
| Vòng 7    | 48.000    | 8.000      |
| Vòng 8    | 56.500    | 9.416      |
| Vòng 9    | 67.000    | 11.167     |
| Vòng 10   | 60.500    | 10.083     |
| Vòng 11   | 68.500    | 11.416     |
| Vòng 12   | 58.000    | 9.666      |
| Vòng 13   | 48.000    | 8.000      |
| Vòng 14   | 55.000    | 9.166      |
| Vòng 15   | 37.500    | 6.250      |
| Vòng 16   | 46.000    | 7.666      |
| Vòng 17   | 33.000    | 5.500      |
| Vòng 18   | 57.500    | 9.583      |
| Vòng 19   | 62.000    | 10.333     |
| Vòng 20   | 58.000    | 9.666      |
| Vòng 21   | 68.700    | 11.450     |
| Vòng 22   | 36.000    | 6.000      |
| Tổng cộng | 1.176.200 | 8.911      |

## Các giải thưởng

### Giải thưởng tháng
Vì lý do cắt giảm tài trợ, chỉ có hai danh hiệu xuất sắc của tháng được trao dành cho đội bóng và cầu thủ hay nhất của tháng. Tất cả giải thưởng sẽ được ban tổ chức phối hợp cùng báo Bóng đá tổ chức trao giải.
| Tháng       | Câu lạc bộ xuất sắc nhất tháng | Cầu thủ xuất sắc nhất tháng              | TK     |
| ----------- | ------------------------------ | ---------------------------------------- | ------ |
| Tháng 2     | Hòa Phát Hà Nội                | Jucelio Das Silva (Hòa Phát Hà Nội)      | [ 28 ] |
| Tháng 3     | Thép Miền Nam Cảng Sài Gòn     | Kesley Alves (Becamex Bình Dương)        | [ 29 ] |
| Tháng 4     | Becamex Bình Dương             | Kesley Alves (Becamex Bình Dương)        | [ 30 ] |
| Tháng 5 & 6 | Gạch Đồng Tâm Long An          | Carlos Rodrigues (Gạch Đồng Tâm Long An) | [ 31 ] |
| Tháng 7     | Sông Đà Nam Định               | Hoàng Ngọc Linh (Sông Đà Nam Định)       | [ 32 ] |
| Tháng 8     | Pjico Sông Lam Nghệ An         | Phạm Văn Quyến (Pjico Sông Lam Nghệ An)  | [ 33 ] |

### Giải thưởng chung cuộc
- Vô địch: Gạch Đồng Tâm Long An
- Vua phá lưới: Kesley Alves (Bình Dương) – 21 bàn
- Cầu thủ xuất sắc nhất: Kesley Alves (Bình Dương)
- Huấn luyện viên xuất sắc nhất: cặp Giám đốc Kỹ thuật Henrique Calisto (Bồ Đào Nha) - Huấn luyện viên Huỳnh Ngọc San (Gạch Đồng Tâm Long An)
- Thủ môn xuất sắc nhất: Fabio Santos (Gạch Đồng Tâm Long An)
- Cầu thủ trẻ xuất sắc nhất: Hoàng Ngọc Linh (Sông Đà Nam Định)
- Giải phong cách: Gạch Đồng Tâm Long An

| Giải bóng đá Vô địch Quốc gia 2005 Nhà vô địch |
| ---------------------------------------------- |
| Gạch Đồng Tâm Long An Lần thứ nhất             |